# Leptophyes nigrovittata
Leptophyes nigrovittata är en insektsart som beskrevs av Boris Petrovich Uvarov 1921. Leptophyes nigrovittata ingår i släktet Leptophyes och familjen vårtbitare. Inga underarter finns listade i Catalogue of Life.